# Rehouerdjersen (trésorier d'Amenemhat Ier)
Pour l’article homonyme, voir Rehouerdjersen.
Rehouerdjersen est un trésorier qui exerça son ministère durant la première partie de la XIIe dynastie.

## Carrière
Rehouerdjersen est connu par sa tombe retrouvée dans la nécropole de Licht, à proximité de la pyramide d'Amenemhat Ier. Dans son mastaba, lourdement endommagé, on a pu voir des reliefs avec son nom et plusieurs de ses titres. De la position du mastaba, on a déduit que sa commande date de la période pendant laquelle Amenemhat Ier était roi.
On en a déduit également que c'est sous le règne d'Amenemhat Ier qu'il vivait. C'est ce roi qui l'a nommé trésorier puis franchissant les grades de l'institution qu'il finit par diriger il accumule les titres et les fonctions de ce ministère, devenant « Directeur des choses scellées » puis « Directeur de la Double Maison de l'argent » et « Directeur de la Double Maison de l'or » sous le règne de Sésostris Ier.
Il existe aussi une stèle funéraire provenant d'un cénotaphe d'Abydos au nom d'un Rehouerdjersen, trésorier. Elle est conservée au Metropolitan Museum of Art de New York. 
Cette stèle est dédiée à Rehouerdjersen par son frère Héqatifi et outre la représentation du défunt et du dédicant, on y trouve sur plusieurs registres le nom des membres de la famille de Rehouerdjersen. D'après des critères stylistiques, Claude Obsomer, dans son étude comparative des inscriptions du Moyen Empire date la réalisation de cette stèle du règne d'Amenemhat II, fils de Sésostris Ier.
Ce faisant il fixe ainsi un terminus post quem pour la période pendant laquelle Rehouerdjersen a vécu.

## Un ou deux Rehouerdjersen?

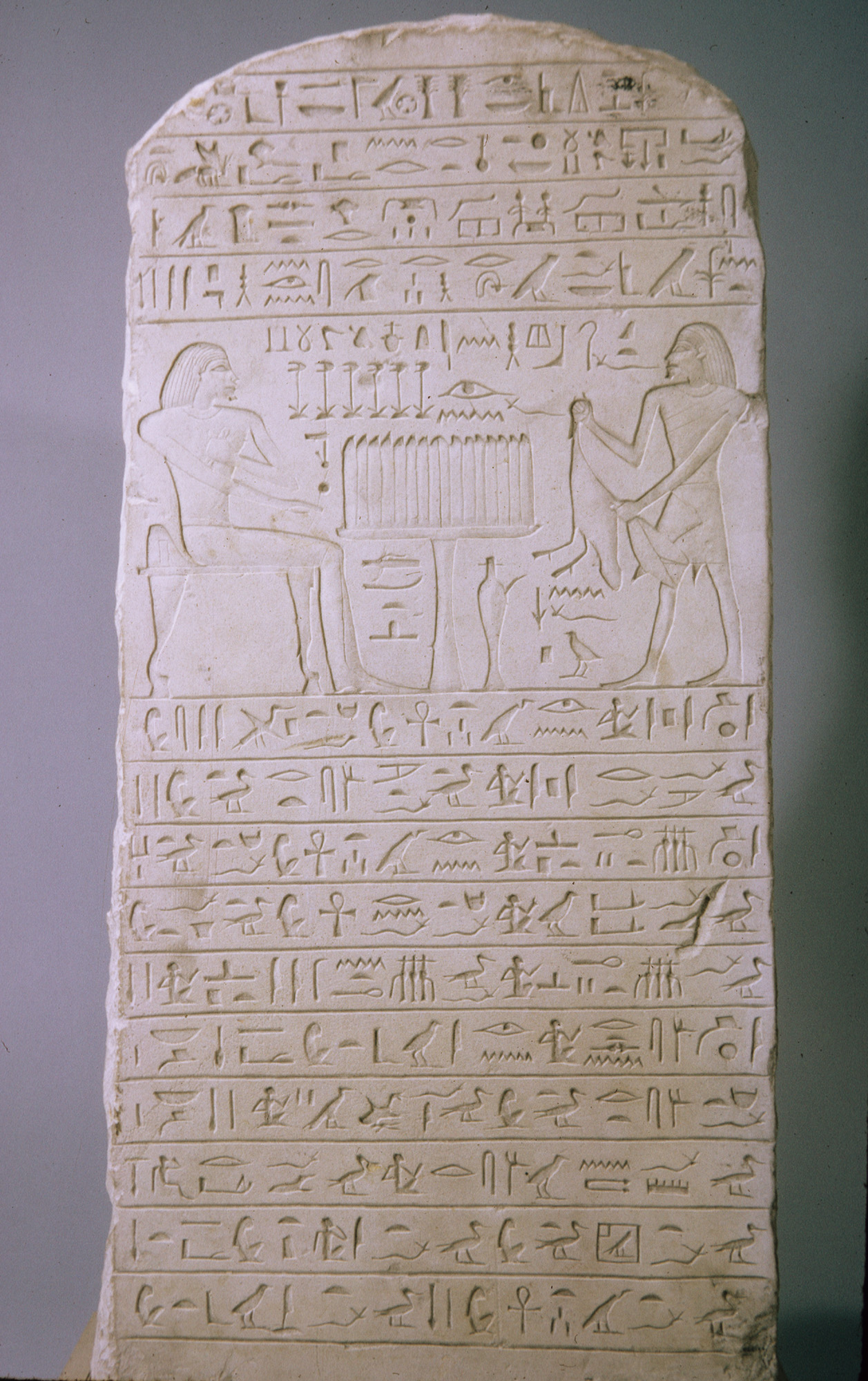
Stèle de Rehouerdjersen, maintenant au Metropolitan Museum of Art.

L'existence de cette stèle et le lieu de sa découverte ont ouvert un débat de datation entre spécialistes, incitant certains historiens et égyptologues à voir l'existence de deux Rehouerdjersen, ayant ou n'ayant pas de liens de parenté et ayant en tout cas occupé la même fonction prestigieuse dans le gouvernement de Pharaon.
En effet, si l'on accepte l'idée que le dignitaire enterré à Licht a vécu sous le règne du fondateur de la dynastie la datation de la réalisation de la stèle d'Abydos à une quarantaine d'années après le décès supposé de Rehouerdjersen, c'est-à-dire sous le règne d'Amenemhat II, pose question. La période concernée couvrirait alors une durée variant entre soixante années et un siècle d'exercice de la fonction pour un seul homme ce qui paraît excessif.
Ainsi, Rita Evelyn Freed confirmant la date du règne d'Amenemhat II pour cette stèle consacrée à Rehouerdjersen, émet plusieurs hypothèses concernant le règne sous lequel il vécut. Une première évidente, si la stèle d'Abydos date d'Amenemhat II alors Rehouerdjersen a vécu sous le règne d'Amenemhat II. La stèle est donc un monument sculpté au moment du décès du ministre sous ce règne. La seconde fait de la stèle une inscription funéraire commémorative postérieure et on en vient à l'hypothèse qu'il s'agit d'un personnage identifié au possesseur du mastaba de Licht, en remontant au règne du fondateur de la XIIe dynastie pour le temps ou Rehouerdjersen exerça donc son ministère. Enfin, Freed suggère en dernière hypothèse qu'il s'agirait d'homonymes ayant vécu sous deux règnes différents et ayant occupé exactement la même fonction. L'un est enterré auprès de son roi à Licht, l'autre en Abydos cité dont il serait natif avec sa famille.
Donald B. Spanel synthétisant les différentes hypothèses concernant Rehouerdjersen, défend l'idée soutenue par Freed de deux personnalités homonymes et se réfère à l'article de Claude Obsomer, bien que ce dernier dans son étude ne tranche cependant pas la question concernant le règne sous lequel vécut Rehouerdjersen de la stèle d'Abydos.
À l'inverse certains égyptologues ne reprennent pas l'hypothèse d'homonymes.
Wolfram Grajetzki pour sa part cite Rehouerdjersen comme ayant vécu au début du règne d'Amenemhat II sur la foi de la stèle d'Abydos rejoignant la première hypothèse de Freed d'un seul Rehouerdjersen, qu'il date donc du temps du règne du fils de Sésostris Ier.
Nigel Strudwick n'indique lui aussi qu'un seul Rehouerdjersen qu'il date de la fin du règne d'Amenemhat Ier et du début de celui de Sésostris Ier sans davantage s'étendre sur le sujet déjà abordé précédemment concernant la stèle d'Abydos ou le mastaba de Licht.
Dieter Arnold date Rehouerdjersen du règne de Sésostris Ier sur la foi de critères stylistiques des reliefs et des inscriptions de son mastaba de Licht dont quelques éléments ont été dispersés entre le Metropolitan Museum of Art et le Musée égyptien du Caire lors du partage des fouilles au début du XXe siècle. Il confirme l'identité entre le Rehouerdjersen du mastaba de Licht et le Rehouerdjersen de la stèle d'Abydos, dont la vie se serait achevée soit sous le règne de Sésostris Ier soit au début de celui de son héritier Amenemhat II.
Plus récemment, Nathalie Favry dans le paragraphe qu'elle consacre à l'institution du Trésor dans les débuts de la XIIe dynastie, cite Rehouerdjersen, comme étant l'un des trois dignitaires de cette période ayant cumulé les trois principales charges de ce ministère : 
- Directeur des choses scellées ;
- Directeur de la double maison de l'or ;
- Directeur de la double maison de l'argent.

Elle le situe avant ou après un dignitaire nommé Montouhotep qui occupa ces mêmes charges sous le règne de Sésostris Ier. Le troisième à avoir cumulé ces responsabilités à ce poste se nomme Ipy et il est vraisemblable qu'il ait vécu sous le règne d'Amenemhat Ier. Elle précise cependant que la datation ne repose que sur la présence du mastaba de Rehouerdjersen à Licht.
Cette hypothèse soulevée par Favry a l'avantage de donner une cohérence chronologique à l'existence de ces trois dignitaires qui occupent ainsi la tête du l'institution du Trésor lors de la première partie de la XIIe dynastie. 
De plus le fait que Rehouerdjersen ait cumulé ces trois plus hautes fonctions permet de préciser l’interprétation des monuments découverts au nom de ce ministre comme appartenant à un seul et unique personnage de ce nom pour cette période.
En effet, il serait étonnant que dans le meilleur des cas de datation, soit à une quarantaine d'années de différence, un tel cas de cumul des plus importantes charges de cette administration se reproduise pour deux personnages du même nom sans qu'il y ait à la suite du nom du second Rehouerdjersen une mention permettant de le distinguer de son prédécesseur dans ces fonctions. 
On connaît en effet d'autres exemples de dignitaires depuis l'Ancien Empire jusqu'à la Basse époque qui en étant homonymes et en occupant la même fonction apportent ainsi ces précisions afin qu'on ne les confonde pas. 
Or la stèle d'Abydos est une stèle funéraire, ainsi que l'indiquent le texte et la vignette en relief figurant le trésorier défunt devant son repas funéraire. Il était nécessaire d'être précis, le texte qu'elle comporte devant être cité afin d'activer l'offrande qu'il décrit. Si nous avions affaire à deux personnages aussi proches dans le temps et aussi identiques dans leurs fonctions, nul doute que cette distinction se serait faite dans le texte ne serait-ce que par un complément du nom propre, tel que Rehouerdjersen fils d'untel ou Rehouerdjersen dit untel ou encore Rehouerdjersen au beau nom de..., précisions courantes dans ce genre de cas.
De plus, bien que la période exacte pendant laquelle il exerça ses fonctions reste toujours sujette à discussion en raison de la datation tardive de la stèle d'Abydos, il serait également étonnant qu'un personnage d'un tel rang ait choisi de se faire bâtir un monument au sein même de l'enceinte de la pyramide d'Amenemhat Ier sans qu'il y ait un lien étroit entre ce dernier et le ministre. 
De la même manière si un tel homme d'état avait existé uniquement sous le règne d'Amenemhat II, nul doute que l'on aurait retrouvé dans la nécropole royale de ce pharaon les traces d'un monument au nom d'un de ses plus proches ministres.
Il apparaît donc que Rehouerdjersen a probablement été nommé trésorier du roi à la fin du règne d'Amenemhat Ier, succédant à Ipy dans cette charge et a poursuivi sa carrière sous le règne de Sésostris Ier pour être remplacé par la suite par Montouhotep qui occupe les mêmes fonctions jusqu'à la fin du règne du roi. 
Sa renommée semble avoir été si importante qu'en plus de son mastaba situé au cœur de la nécropole royale de Licht, au plus proche du souverain qui l'avait promu, il possédait un cénotaphe en Abydos pour lequel son frère Héqatifi consacre une stèle sur laquelle il cite les membres de leur famille, attirant sur eux les bénéfices à la fois de cette renommée et des offrandes consacrées au ministre défunt.